# The Fairy (Rose)
Die Polyantha-Rose The Fairy – synonym: 'Fairy', 'Fairy-Rose', 'Feerie' – wurde von der britischen Züchterin Ann Bentall 1932 eingeführt. Dass sie teilweise fälschlicherweise zu den Moschata-Hybriden gerechnet wird, könnte auf der Tatsache beruhen, dass sie aus der Züchtungsarbeit von [Pemberton] hervorging, deren Züchtungsarbeit Ann Bentall übernahm.
Sie ist als niedrige, in die Breite wachsende Sorte gut geeignet zur Verwendung als Bodendecker-Rose.
Sie wird üblicherweise nicht veredelt, sondern „wurzelecht“ als Steckling vermehrt. Dies ist besonders vorteilhaft für pflegeleichte, dicht wachsende Flächenbepflanzungen. Es ist aber auch möglich, 'The Fairy' als Rosenstämmchen veredelt zu kultivieren.
'The Fairy' ist ein Sport von 'Lady Godiva' und Abkömmling von 'Paul Crampel' × 'Lady Gay'. Sie blüht überreich mit hellrosa stark gefüllten, rosettenförmigen, duftlosen Blüten in Büscheln, die den ganzen Strauch überdecken – etwas später als andere Sorten, in mehreren Floren bis zum Frost. Blütendurchmesser: 2–3 cm, Wuchshöhe: ca. 50 cm. Sie hat glänzendes, attraktives Laub mit kleinen, spitzen Blättern und ist bis USDA-Zone 4b (−30 °C) winterhart.
Die Sorte 'The Fairy' eignet sich durch ihre überhängenden Zweige zur Begrünung von niedrigen Mauern, für den vorderen Bereich eines Randbeetes oder als Bodendecker für Flächenpflanzung.
Der Sport 'Climbing The Fairy' unterscheidet sich von 'The Fairy' nur durch lange, bogenförmige Triebe und seine Kletterfreude. Er ist jedoch weniger wüchsig und blüht schwächer.

## Auszeichnungen
- Royal Hortical Society Award of Garden Merit, 1993